# Liste des abbés de Saint-Pierre de Bèze

## Liste des abbés et prieurs de Saint-Pierre de Bèze
(liste non exhaustive)

### Abbés réguliers
- 630- saint Waldalène, ancien moine à l'abbaye de Luxeuil, fils du duc Amalgaire.
- 990-1031 - Guillaume de Volpiano, le pape Jean XV, le confirme dans le gouvernement de Bèze, le 26 mai 995. Il est décédé à Fécamp le 1er janvier 1031
- 1031 - ? - Halinard, archevêque de Lyon (1046-1052), abbé de l'Abbaye Saint-Bénigne de Dijon (1031-1052)
- 1031 av - Raoul le Blanc, vicomte de Dijon moine à l'Abbaye Saint-Bénigne de Dijon en 990. Grand-prieur de Bèze, puis abbé.
- 1031 ap.  -  Olger, ancien prieur
- 1088-1124  - Étienne de Joinville[1]
- 1172 - Pierre
- 1253 -    Girard II, premier à porter le titre de baron de Bèze
- 1280 -    Girard III, fit construire dans le village, l'école monastique pour les enfants non destinés à entrer dans le giron de l'Église.
- 1423-1444  -  Simon de Torcenay

### Abbés commendataires
- 1516  - Abbés commendataires
- 1615  -  Charles de Ferrières de Sauvebœuf, premier abbé laïc.
- 1680 ca  - Jean de Ferrières de Sauvebœuf

### Prieurs[2]
- 1663
- 1666  - Dom Jacques Jandot,
- 1669  -  Contin, prior
- 1672  - Dom  Pierre Fresnay
- 1675  -   Contin, prior
- 1678  - Dom Claude Fulgence de Chabannes, (prieur du prieuré Saint-Martin de Villanée en 1659)
- 1681  - Contin, prior
- 1684  -   Contin, démissionnaire à la Diète de 1686 et remplacé par Joyeux
- 1687  - Dom  Laurent Joyeux
- 1690  - Dom  Jacques Alamargot
- 1693  -   Contin, prior
- 1696  - Dom Jean des Pierres
- 1699  - Dom  Dom Louis le Maignan, transféré à l'abbaye Saint-Pierre de Flavigny, par la Diéte de 1700.
- 1702   - Dom Jean Hélie
- 1705  - Dom Nicolas Saulnier
- 1708  - Dom  Contin
- 1711  - Dom René de la Haye
- 1714  -  Contin, prior
- 1717  - Dom Louis Goupil
- 1720  - Dom Gilles de Réméon
- 1723  -   Contin
- 1726  -  Contin
- 1729  - Dom Jean-Baptiste Sarrazin
- 1733  - Dom  Gérard Moissard
- 1736  - Dom  Louis Bard
- 1739  - Dom  Philippe de Montigny
- 1742  - Dom Jacques Boudeau
- 1745  - Dom Jacques Mornier
- 1748  - Dom Joseph Bouhigné
- 1751  - Contin
- 1754  - Contin
- 1757  - Dom Jean-Baptiste Reynier
- 1758  - Dom Claude Crochet
- 1760  - Dom Thomas Mathieu
- 1763  - Contin
- 1766  - Dom Jean-Jacques Vaudrey
- 1769  - Dom Zacharie Merle
- 1772  - Dom Germain Gontard
- 1775  - Dom François Forneron
- 1778  - Dom Joachim Pioche
- 1781  - Dom Pierre François Patenaille
- 1783  - Dom Joachim Pioche
- 1788  - Dom Bénigne Madenié